# SN 2006hy
SN 2006hy – supernowa typu Ia odkryta 15 września 2006 roku w galaktyce A220819-0111. W momencie odkrycia miała maksymalną jasność 22,30m.